# 러스티 웨스코트
러스티 웨스코트(Rusty Wescoatt, 1911년 8월 2일 ~ 1987년 9월 3일)는 미국의 배우, 텔레비전 배우이다.
마우이섬에서 태어났으며 로스앤젤레스에서 사망하였다.

## 영화
- 집시 (1962년)
- 검은함정 (1958년)
- 타란툴라 (1955년)
- 용감한 린티 (1954년)
- 더 스노우 크리처 (1954년)
- 프란시스 조인스 더 WACS (1954년)
- 팩 트레인 (1953년)
- 아톰 맨 대 슈퍼맨 (1950년)
- 배트맨과 로빈 (1949년)
- 슈퍼맨 - 48년작 (1948년) - 엘턴 역